# Campeonato de Primera B 2016-17 (Argentina)
El Campeonato de Primera B 2016-17 fue la octogésima quinta edición del torneo, tercera categoría del fútbol argentino en el orden de los clubes directamente afiliados a la AFA. Su comienzo estuvo en duda debido a los conflictos económicos entre la asociación y los clubes de la categoría. Finalmente dio inicio el 26 de agosto de 2016 y finalizó el 3 de agosto de 2017.
El nuevo participante fue el ascendido de la división inferior, la Primera C: Excursionistas, que regresó después de 22 temporadas. Por su parte, el campeonato de Primera B Nacional 2016 no determinó el descenso de ningún equipo directamente afiliado. 
El campeón, Deportivo Morón, se consagró cuatro fechas antes del final del torneo, tras ganarle 2 a 1 a Platense, y ascendió a la Primera B Nacional, mientras que el segundo ascenso fue para Deportivo Riestra, ganador del reducido. 
Por su parte, Excursionistas descendió a la Primera C por el sistema de promedios.

## Ascensos y descensos
| Posición | Descendido de la Primera B 2016 |
| -------- | ------------------------------- |
| 20.°     | Deportivo Armenio               |

| Posición | Ascendido de la Primera C 2016 |
| -------- | ------------------------------ |
| 1.°      | Excursionistas                 |

| Posición | Ascendido a la Primera B Nacional 2016-17 |
| -------- | ----------------------------------------- |
| 1.º      | Flandria                                  |

| Descendidos de la Primera B Nacional 2016 |
| ----------------------------------------- |
| No hubo                                   |

- De esta manera, el número de equipos participantes se redujo a 19.

## Equipos participantes
| Equipo                 | Localidad            | Estadio                      | Capacidad |
| ---------------------- | -------------------- | ---------------------------- | --------- |
| Acassuso               | Boulogne             | La Quema                     | 800       |
| Almirante Brown        | San Justo            | Fragata Presidente Sarmiento | 25 000    |
| Atlanta                | Buenos Aires         | Don León Kolbovsky           | 14 000    |
| Barracas Central       | Buenos Aires         | Claudio Chiqui Tapia         | 4400      |
| Colegiales             | Vicente López        | Colegiales                   | 6500      |
| Comunicaciones         | Buenos Aires         | Alfredo Ramos                | 3500      |
| Defensores de Belgrano | Buenos Aires         | Juan Pasquale                | 9000      |
| Deportivo Español      | Buenos Aires         | Nueva España                 | 35 000    |
| Deportivo Morón        | Morón                | Nuevo Francisco Urbano       | 32 000    |
| Deportivo Riestra      | Buenos Aires         | Guillermo Laza               | 3000      |
| Estudiantes            | Caseros              | Ciudad de Caseros            | 16 740    |
| Excursionistas         | Buenos Aires         | Excursionistas               | 8000      |
| Fénix                  | Pilar                | No posee                     | -         |
| Platense               | Florida              | Ciudad de Vicente López      | 31 030    |
| San Telmo              | Dock Sud             | Dr. Osvaldo Baletto          | 5500      |
| Talleres               | Remedios de Escalada | Talleres                     | 15 000    |
| Tristán Suárez         | Tristán Suárez       | 20 de Octubre                | 15 000    |
| UAI Urquiza            | Villa Lynch          | Monumental de Villa Lynch    | 1000      |
| Villa San Carlos       | Berisso              | Genacio Sálice               | 4000      |

| 1. 2. |

### Distribución geográfica de los equipos
| Región                                       | Subregión                                                                                      | Cant. | Equipos                |
| -------------------------------------------- | ---------------------------------------------------------------------------------------------- | ----- | ---------------------- |
| Conurbano bonaerense (10)                    | Partido de Vicente López                                                                       | 2     | Colegiales y Platense  |
| Conurbano bonaerense (10)                    | Partido de Avellaneda                                                                          | 1     | San Telmo              |
| Conurbano bonaerense (10)                    | [[Archivo:\|20x20px\|border\|Bandera del Partido de Ezeiza]] Partido de Ezeiza                 | 1     | Tristán Suárez         |
| Conurbano bonaerense (10)                    | Partido de La Matanza                                                                          | 1     | Almirante Brown        |
| Conurbano bonaerense (10)                    | [[Archivo:\|20x20px\|border\|Bandera de Partido de Lanús]] Partido de Lanús                    | 1     | Talleres (RdE)         |
| Conurbano bonaerense (10)                    | Partido de Morón                                                                               | 1     | Deportivo Morón        |
| Conurbano bonaerense (10)                    | [[Archivo:\|20x20px\|border\|Bandera de Partido de San Isidro]] Partido de San Isidro          | 1     | Acassuso               |
| Conurbano bonaerense (10)                    | [[Archivo:\|20x20px\|border\|Bandera del Partido de General San Martín]] Partido de San Martín | 1     | UAI Urquiza            |
| Conurbano bonaerense (10)                    | Partido de Tres de Febrero                                                                     | 1     | Estudiantes            |
| Ciudad de Buenos Aires (7)                   | Agronomía                                                                                      | 1     | Comunicaciones         |
| Ciudad de Buenos Aires (7)                   | Barracas                                                                                       | 1     | Barracas Central       |
| Ciudad de Buenos Aires (7)                   | Belgrano                                                                                       | 1     | Excursionistas         |
| Ciudad de Buenos Aires (7)                   | Núñez                                                                                          | 1     | Defensores de Belgrano |
| Ciudad de Buenos Aires (7)                   | Parque Avellaneda                                                                              | 1     | Deportivo Español      |
| Ciudad de Buenos Aires (7)                   | Villa Crespo                                                                                   | 1     | Atlanta                |
| Ciudad de Buenos Aires (7)                   | Villa Soldati                                                                                  | 1     | Deportivo Riestra      |
| Interior de la provincia de Buenos Aires (2) | [[Archivo:\|20x20px\|border\|Bandera del Partido de Berisso]] Partido de Berisso               | 1     | Villa San Carlos       |
| Interior de la provincia de Buenos Aires (2) | Partido de Pilar                                                                               | 1     | Fénix                  |

## Formato

### Ascenso
Los 19 participantes se enfrentan en dos ruedas por el sistema de todos contra todos. Ascenderá el campeón, mientras que del segundo al noveno clasificarán al torneo reducido.
En el reducido, los equipos se ordenarán de acuerdo con la posición obtenida en el torneo. Se enfrentarán entre sí en instancia de cuartos de final a único partido siendo local el mejor ubicado. Los ganadores clasificarán a semifinales, donde se enfrentarán a doble partido ordenados de la misma manera y siendo local en el segundo partido el mejor ubicado en cada caso. Los ganadores disputarán la final, organizada de la misma manera y el ganador obtendrá el segundo ascenso.

### Descensos
El equipo peor ubicado en la tabla de promedios descenderá a la Primera C.

### Clasificación a la Copa Argentina 2016-17
Los primeros cinco de la tabla una vez finalizada la primera rueda clasificaron a los treintaidosavos de final de la Copa Argentina 2016-17.

## Tabla de posiciones final
| Pos. | Equipo                 | Pts. | PJ | PG | PE | PP | GF | GC | Dif. |
| ---- | ---------------------- | ---- | -- | -- | -- | -- | -- | -- | ---- |
| 01.º | Deportivo Morón        | 66   | 36 | 17 | 15 | 4  | 47 | 22 | 25   |
| 02.º | Deportivo Riestra      | 58   | 36 | 16 | 10 | 10 | 53 | 37 | 16   |
| 03.º | Atlanta                | 57   | 36 | 15 | 12 | 9  | 45 | 33 | 12   |
| 04.º | Comunicaciones         | 55   | 36 | 15 | 10 | 11 | 45 | 33 | 12   |
| 05.º | Defensores de Belgrano | 54   | 36 | 14 | 12 | 10 | 32 | 28 | 4    |
| 06.º | Estudiantes            | 52   | 36 | 13 | 13 | 10 | 42 | 38 | 4    |
| 07.º | Barracas Central       | 51   | 36 | 13 | 12 | 11 | 50 | 40 | 10   |
| 08.º | Deportivo Español      | 51   | 36 | 14 | 9  | 13 | 38 | 33 | 5    |
| 09.º | Platense               | 51   | 36 | 13 | 12 | 11 | 32 | 30 | 2    |
| 10.º | Almirante Brown        | 51   | 36 | 13 | 12 | 11 | 30 | 38 | −8   |
| 11.º | San Telmo              | 49   | 36 | 14 | 7  | 15 | 42 | 38 | 4    |
| 12.º | UAI Urquiza            | 48   | 36 | 13 | 9  | 14 | 33 | 39 | −6   |
| 13.º | Fénix                  | 46   | 36 | 10 | 16 | 10 | 40 | 37 | 3    |
| 14.º | Tristán Suárez         | 41   | 36 | 10 | 11 | 15 | 31 | 47 | −16  |
| 15.º | Acassuso               | 40   | 36 | 6  | 22 | 8  | 36 | 35 | 1    |
| 16.º | Talleres (RdE)         | 40   | 36 | 11 | 7  | 18 | 43 | 52 | −9   |
| 17.º | Colegiales             | 37   | 36 | 9  | 10 | 17 | 32 | 48 | −16  |
| 18.º | Villa San Carlos       | 36   | 36 | 8  | 12 | 16 | 26 | 41 | −15  |
| 19.º | Excursionistas         | 31   | 36 | 6  | 13 | 17 | 32 | 60 | −28  |

|  | Campeón. Ascendió a la Primera B Nacional.       |
|  | Clasificaron al reducido por el segundo ascenso. |

|  |

### Evolución de las posiciones

#### Primera rueda
| Equipo / Fecha    |      |      |      |      |      |      |      |      |      |      |      |      |      |      |      |      |      |      |      |
| Equipo / Fecha    | 01   | 02   | 03   | 04   | 05   | 06   | 07   | 08   | 09   | 10   | 11   | 12   | 13   | 14   | 15   | 16   | 17   | 18   | 19   |
| ----------------- | ---- | ---- | ---- | ---- | ---- | ---- | ---- | ---- | ---- | ---- | ---- | ---- | ---- | ---- | ---- | ---- | ---- | ---- | ---- |
| Acassuso          | 16.º | 17.º | 17.º | 10.º | 14.º | 14.º | 14.º | 16.º | 14.º | 16.º | 14.º | 15.º | 18.º | 17.º | 19.º | 17.º | 17.º | 17.º | 15.º |
| Almirante Brown   | 12.º | 08.º | 09.º | 12.º | 09.º | 08.º | 08.º | 10.º | 11.º | 09.º | 09.º | 10.º | 09.º | 10.º | 13.º | 12.º | 13.º | 12.º | 12.º |
| Atlanta           | 01.º | 02.º | 03.º | 01.º | 01.º | 01.º | 01.º | 01.º | 01.º | 03.º | 02.º | 01.º | 01.º | 02.º | 03.º | 02.º | 04.º | 02.º | 03.º |
| Barracas Central  | 02.º | 06.º | 06.º | 07.º | 08.º | 05.º | 05.º | 06.º | 07.º | 06.º | 07.º | 08.º | 08.º | 09.º | 07.º | 08.º | 08.º | 08.º | 08.º |
| Colegiales        | 19.º | 19.º | 18.º | 19.º | 19.º | 19.º | 19.º | 19.º | 17.º | 17.º | 17.º | 17.º | 17.º | 18.º | 14.º | 15.º | 16.º | 15.º | 14.º |
| Comunicaciones    | 06.º | 01.º | 02.º | 04.º | 02.º | 02.º | 02.º | 02.º | 03.º | 02.º | 01.º | 02.º | 03.º | 01.º | 05.º | 05.º | 07.º | 09.º | 09.º |
| Def. de Belgrano  | 16.º | 14.º | 16.º | 18.º | 11.º | 10.º | 10.º | 08.º | 09.º | 10.º | 10.º | 07.º | 07.º | 08.º | 09.º | 07.º | 05.º | 05.º | 02.º |
| Deportivo Español | 06.º | 11.º | 15.º | 06.º | 13.º | 13.º | 13.º | 15.º | 10.º | 12.º | 11.º | 13.º | 13.º | 15.º | 17.º | 14.º | 15.º | 14.º | 16.º |
| Deportivo Morón   | 12.º | 18.º | 14.º | 12.º | 07.º | 07.º | 07.º | 07.º | 05.º | 05.º | 05.º | 04.º | 04.º | 05.º | 02.º | 01.º | 01.º | 01.º | 01.º |
| Deportivo Riestra | 02.º | 03.º | 01.º | 03.º | 04.º | 04.º | 04.º | 05.º | 04.º | 04.º | 04.º | 03.º | 05.º | 04.º | 04.º | 04.º | 02.º | 04.º | 05.º |
| Estudiantes       | 09.º | 04.º | 05.º | 09.º | 06.º | 03.º | 03.º | 03.º | 02.º | 01.º | 03.º | 05.º | 02.º | 03.º | 06.º | 06.º | 03.º | 03.º | 04.º |
| Excursionistas    | 12.º | 07.º | 07.º | 11.º | 16.º | 15.º | 15.º | 11.º | 13.º | 13.º | 13.º | 14.º | 14.º | 12.º | 15.º | 18.º | 14.º | 16.º | 17.º |
| Fénix             | —    | 16.º | 19.º | 17.º | 18.º | 18.º | 18.º | 18.º | 19.º | 19.º | 19.º | 19.º | 16.º | 16.º | 10.º | 13.º | 11.º | 10.º | 11.º |
| Platense          | 12.º | 08.º | 13.º | 06.º | 12.º | 11.º | 11.º | 13.º | 15.º | 15.º | 16.º | 16.º | 15.º | 13.º | 11.º | 10.º | 09.º | 07.º | 06.º |
| San Telmo         | 16.º | 15.º | 11.º | 14.º | 15.º | 17.º | 17.º | 12.º | 12.º | 14.º | 15.º | 12.º | 10.º | 07.º | 08.º | 09.º | 10.º | 11.º | 10.º |
| Talleres (RdE)    | 09.º | 13.º | 08.º | 16.º | 10.º | 12.º | 12.º | 14.º | 16.º | 11.º | 12.º | 11.º | 12.º | 14.º | 16.º | 19.º | 19.º | 18.º | 18.º |
| Tristán Suárez    | 02.º | 12.º | 04.º | 02.º | 05.º | 09.º | 09.º | 04.º | 06.º | 08.º | 08.º | 09.º | 11.º | 11.º | 12.º | 11.º | 12.º | 13.º | 13.º |
| UAI Urquiza       | 06.º | 10.º | 11.º | 05.º | 03.º | 06.º | 06.º | 09.º | 08.º | 07.º | 06.º | 06.º | 06.º | 06.º | 01.º | 03.º | 06.º | 06.º | 07.º |
| Villa San Carlos  | 02.º | 05.º | 10.º | 15.º | 17.º | 16.º | 16.º | 17.º | 18.º | 18.º | 18.º | 18.º | 19.º | 19.º | 18.º | 16.º | 18.º | 19.º | 19.º |

| 1. |

#### Segunda rueda
| Equipo / Fecha    |      |      |      |      |      |      |      |      |      |      |      |      |      |      |      |      |      |      |      |
| Equipo / Fecha    | 20   | 21   | 22   | 23   | 24   | 25   | 26   | 27   | 28   | 29   | 30   | 31   | 32   | 33   | 34   | 35   | 36   | 37   | 38   |
| ----------------- | ---- | ---- | ---- | ---- | ---- | ---- | ---- | ---- | ---- | ---- | ---- | ---- | ---- | ---- | ---- | ---- | ---- | ---- | ---- |
| Acassuso          | 16.º | 17.º | 16.º | 17.º | 18.º | 18.º | 18.º | 18.º | 18.º | 18.º | 19.º | 16.º | 16.º | 16.º | 18.º | 17.º | 15.º | 15.º | 15.º |
| Almirante Brown   | 10.º | 10.º | 08.º | 08.º | 09.º | 08.º | 09.º | 09.º | 06.º | 06.º | 02.º | 04.º | 04.º | 06.º | 06.º | 07.º | 08.º | 08.º | 10.º |
| Atlanta           | 05.º | 02.º | 02.º | 02.º | 03.º | 03.º | 04.º | 04.º | 03.º | 04.º | 03.º | 02.º | 02.º | 02.º | 02.º | 02.º | 02.º | 03.º | 03.º |
| Barracas Central  | 11.º | 08.º | 10.º | 11.º | 11.º | 10.º | 12.º | 12.º | 10.º | 10.º | 11.º | 09.º | 10.º | 08.º | 09.º | 08.º | 06.º | 06.º | 07.º |
| Colegiales        | 14.º | 14.º | 14.º | 14.º | 15.º | 15.º | 16.º | 16.º | 17.º | 17.º | 16.º | 17.º | 17.º | 18.º | 17.º | 18.º | 18.º | 18.º | 17.º |
| Comunicaciones    | 07.º | 06.º | 04.º | 05.º | 05.º | 06.º | 05.º | 05.º | 07.º | 08.º | 06.º | 05.º | 05.º | 04.º | 04.º | 03.º | 04.º | 04.º | 04.º |
| Def. de Belgrano  | 02.º | 03.º | 03.º | 03.º | 02.º | 02.º | 02.º | 02.º | 02.º | 02.º | 04.º | 07.º | 07.º | 09.º | 08.º | 06.º | 05.º | 05.º | 05.º |
| Deportivo Español | 17.º | 16.º | 17.º | 16.º | 14.º | 13.º | 11.º | 11.º | 12.º | 12.º | 12.º | 12.º | 11.º | 12.º | 11.º | 11.º | 12.º | 10.º | 08.º |
| Deportivo Morón   | 01.º | 01.º | 01.º | 01.º | 01.º | 01.º | 01.º | 01.º | 01.º | 01.º | 01.º | 01.º | 01.º | 01.º | 01.º | 01.º | 01.º | 01.º | 01.º |
| Deportivo Riestra | 06.º | 07.º | 07.º | 06.º | 06.º | 05.º | 03.º | 03.º | 04.º | 03.º | 05.º | 03.º | 03.º | 03.º | 03.º | 04.º | 03.º | 02.º | 02.º |
| Estudiantes       | 03.º | 05.º | 06.º | 07.º | 07.º | 07.º | 07.º | 08.º | 09.º | 07.º | 08.º | 06.º | 06.º | 05.º | 05.º | 05.º | 07.º | 07.º | 06.º |
| Excursionistas    | 15.º | 15.º | 15.º | 15.º | 16.º | 16.º | 15.º | 15.º | 16.º | 16.º | 17.º | 18.º | 19.º | 19.º | 19.º | 19.º | 19.º | 19.º | 19.º |
| Fénix             | 12.º | 12.º | 13.º | 13.º | 13.º | 14.º | 14.º | 14.º | 14.º | 14.º | 14.º | 14.º | 14.º | 14.º | 14.º | 14.º | 14.º | 13.º | 13.º |
| Platense          | 04.º | 04.º | 05.º | 04.º | 04.º | 04.º | 06.º | 06.º | 05.º | 05.º | 07.º | 08.º | 08.º | 10.º | 10.º | 09.º | 09.º | 09.º | 09.º |
| San Telmo         | 08.º | 11.º | 09.º | 09.º | 10.º | 11.º | 13.º | 13.º | 13.º | 13.º | 13.º | 13.º | 13.º | 11.º | 13.º | 12.º | 11.º | 12.º | 11.º |
| Talleres (RdE)    | 18.º | 19.º | 19.º | 19.º | 19.º | 19.º | 19.º | 19.º | 19.º | 19.º | 18.º | 19.º | 18.º | 17.º | 16.º | 16.º | 17.º | 16.º | 16.º |
| Tristán Suárez    | 13.º | 13.º | 12.º | 12.º | 12.º | 12.º | 10.º | 10.º | 11.º | 11.º | 10.º | 11.º | 12.º | 13.º | 12.º | 13.º | 13.º | 14.º | 14.º |
| UAI Urquiza       | 09.º | 09.º | 11.º | 10.º | 08.º | 09.º | 08.º | 07.º | 08.º | 09.º | 09.º | 10.º | 09.º | 07.º | 07.º | 10.º | 10.º | 11.º | 12.º |
| Villa San Carlos  | 19.º | 18.º | 18.º | 18.º | 17.º | 17.º | 17.º | 17.º | 15.º | 15.º | 15.º | 15.º | 15.º | 15.º | 15.º | 15.º | 16.º | 17.º | 18.º |

## Tabla de descenso
| Pos  | Equipo                 | 2014 | 2015 | 2016 | 2016-17 | Total | PJ  | Promedio |
| ---- | ---------------------- | ---- | ---- | ---- | ------- | ----- | --- | -------- |
| 01.º | Deportivo Morón        | 31   | 62   | 32   | 66      | 191   | 117 | 1,632    |
| 01.º | Estudiantes            | 41   | 80   | 18   | 52      | 191   | 117 | 1,632    |
| 03.º | Defensores de Belgrano | -    | 79   | 23   | 54      | 156   | 97  | 1,608    |
| 04.º | Atlanta                | 16   | 73   | 35   | 57      | 181   | 117 | 1,547    |
| 05.º | Barracas Central       | 33   | 64   | 26   | 51      | 174   | 117 | 1,487    |
| 06.º | Tristán Suárez         | 39   | 58   | 27   | 41      | 165   | 117 | 1,410    |
| 07.º | San Telmo              | -    | -    | 26   | 49      | 75    | 55  | 1,363    |
| 08.º | Deportivo Riestra      | -    | 51   | 22   | 58      | 131   | 97  | 1,350    |
| 09.º | Platense               | 23   | 57   | 22   | 51      | 153   | 117 | 1,307    |
| 10.º | Comunicaciones         | 19   | 51   | 26   | 55      | 151   | 117 | 1,290    |
| 11.º | Almirante Brown        | 32   | 43   | 22   | 51      | 148   | 117 | 1,265    |
| 12.º | Fénix                  | 15   | 53   | 32   | 46      | 146   | 117 | 1,247    |
| 13.º | Talleres (RdE)         | -    | -    | 28   | 40      | 68    | 55  | 1,236    |
| 14.º | Acassuso               | 37   | 47   | 20   | 40      | 144   | 117 | 1,230    |
| 15.º | Colegiales             | 18   | 56   | 32   | 37      | 143   | 117 | 1,222    |
| 15.º | Deportivo Español      | 26   | 44   | 22   | 51      | 143   | 117 | 1,222    |
| 17.º | UAI Urquiza            | 26   | 45   | 22   | 48      | 141   | 117 | 1,205    |
| 18.º | Villa San Carlos       | 31   | 42   | 23   | 36      | 132   | 117 | 1,128    |
| 19.º | Excursionistas         | -    | -    | -    | 31      | 31    | 36  | 0,861    |

|  |                           |
|  | Descendió a la Primera C. |

## Tabla de posiciones parcial de la primera rueda
Esta tabla fue usada para determinar los equipos clasificados a la Copa Argentina 2016-17, que fueron los que ocuparon los cinco primeros lugares.
| Pos. | Equipo                 | Pts. | PJ | PG | PE | PP | GF | GC | Dif. |
| ---- | ---------------------- | ---- | -- | -- | -- | -- | -- | -- | ---- |
| 01.º | Deportivo Morón        | 34   | 18 | 9  | 7  | 2  | 22 | 11 | 11   |
| 02.º | Defensores de Belgrano | 31   | 18 | 8  | 7  | 3  | 16 | 10 | 6    |
| 03.º | Atlanta                | 30   | 18 | 8  | 6  | 4  | 24 | 16 | 8    |
| 04.º | Estudiantes            | 29   | 18 | 8  | 5  | 5  | 25 | 20 | 5    |
| 05.º | Deportivo Riestra      | 29   | 18 | 9  | 2  | 7  | 24 | 20 | 4    |
| 06.º | Platense               | 29   | 18 | 8  | 5  | 5  | 18 | 15 | 3    |
| 07.º | UAI Urquiza            | 27   | 18 | 8  | 3  | 7  | 17 | 18 | −1   |
| 08.º | Barracas Central       | 26   | 18 | 6  | 8  | 4  | 24 | 18 | 6    |
| 09.º | Comunicaciones         | 25   | 18 | 7  | 4  | 7  | 19 | 13 | 6    |
| 10.º | San Telmo              | 24   | 18 | 7  | 3  | 8  | 24 | 20 | 4    |
| 11.º | Fénix                  | 24   | 18 | 6  | 6  | 6  | 19 | 20 | −1   |
| 12.º | Almirante Brown        | 24   | 18 | 6  | 6  | 6  | 17 | 21 | −4   |
| 13.º | Tristán Suárez         | 23   | 18 | 6  | 5  | 7  | 16 | 20 | −4   |
| 14.º | Colegiales             | 22   | 18 | 6  | 4  | 8  | 18 | 28 | −10  |
| 15.º | Acassuso               | 19   | 18 | 3  | 10 | 5  | 18 | 17 | 1    |
| 16.º | Deportivo Español      | 19   | 18 | 5  | 4  | 9  | 15 | 22 | −7   |
| 17.º | Excursionistas         | 18   | 18 | 4  | 6  | 8  | 16 | 23 | −7   |
| 18.º | Talleres (RdE)         | 16   | 18 | 5  | 1  | 12 | 18 | 29 | −11  |
| 19.º | Villa San Carlos       | 15   | 18 | 3  | 6  | 9  | 15 | 24 | −9   |

|  | Clasificados a la Copa Argentina 2016-17. |

## Resultados

### Primera rueda
| UAI Urquiza       | 1 - 0 | San Telmo              | Monumental de Villa Lynch | 26 de agosto | 15:30 |
| Talleres (RdE)    | 2 - 2 | Estudiantes            | Talleres                  | 26 de agosto | 19:30 |
| Barracas Central  | 2 - 1 | Platense               | Claudio Chiqui Tapia      | 27 de agosto | 13:05 |
| Acassuso          | 0 - 1 | Comunicaciones         | Armenia                   | 27 de agosto | 15:30 |
| Excursionistas    | 1 - 2 | Deportivo Riestra      | Excursionistas            | 27 de agosto | 15:30 |
| Deportivo Español | 1 - 0 | Defensores de Belgrano | Nueva España              | 28 de agosto | 13:15 |
| Colegiales        | 0 - 3 | Atlanta                | Colegiales                | 29 de agosto | 15:30 |
| Villa San Carlos  | 2 - 1 | Almirante Brown        | Genacio Sálice            | 30 de agosto | 15:30 |
| Deportivo Morón   | 1 - 2 | Tristán Suárez         | Nuevo Francisco Urbano    | 30 de agosto | 21:05 |
| Libre: Fénix      |       |                        |                           |              |       |

| Estudiantes            | 2 - 1 | Deportivo Morón   | Ciudad de Caseros            | 3 de septiembre | 13:45 |
| Deportivo Riestra      | 1 - 0 | Deportivo Español | Guillermo Laza               | 3 de septiembre | 15:30 |
| Almirante Brown        | 2 - 1 | UAI Urquiza       | Fragata Presidente Sarmiento | 3 de septiembre | 15:30 |
| Comunicaciones         | 5 - 0 | Colegiales        | Alfredo Ramos                | 3 de septiembre | 15:30 |
| Defensores de Belgrano | 1 - 1 | Villa San Carlos  | Juan Pasquale                | 3 de septiembre | 15:35 |
| Tristán Suárez         | 0 - 3 | Excursionistas    | 20 de Octubre                | 4 de septiembre | 15:30 |
| San Telmo              | 0 - 0 | Barracas Central  | Dr. Osvaldo Baletto          | 4 de septiembre | 15:30 |
| Platense               | 2 - 1 | Fénix             | Ciudad de Vicente López      | 4 de septiembre | 15:30 |
| Atlanta                | 3 - 2 | Talleres (RdE)    | Don León Kolbovsky           | 4 de septiembre | 19:05 |
| Libre: Acassuso        |       |                   |                              |                 |       |

| UAI Urquiza       | 0 - 0 | Defensores de Belgrano | Monumental de Villa Lynch | 6 de septiembre | 14:05 |
| Barracas Central  | 1 - 1 | Almirante Brown        | Claudio Chiqui Tapia      | 7 de septiembre | 14:35 |
| Colegiales        | 0 - 0 | Acassuso               | Colegiales                | 7 de septiembre | 15:30 |
| Fénix             | 1 - 2 | San Telmo              | Malvinas Argentinas       | 7 de septiembre | 15:30 |
| Deportivo Español | 0 - 1 | Tristán Suárez         | Nueva España              | 7 de septiembre | 15:30 |
| Excursionistas    | 1 - 1 | Estudiantes            | Excursionistas            | 7 de septiembre | 15:30 |
| Talleres (RdE)    | 2 - 0 | Comunicaciones         | Talleres                  | 7 de septiembre | 19:30 |
| Deportivo Morón   | 2 - 1 | Atlanta                | Nuevo Francisco Urbano    | 7 de septiembre | 21:05 |
| Villa San Carlos  | 0 - 1 | Deportivo Riestra      | Genacio Sálice            | 8 de septiembre | 15:30 |
| Libre: Platense   |       |                        |                           |                 |       |

| Atlanta                | 3 - 1 | Excursionistas    | Don León Kolbovsky           | 10 de septiembre | 13:10 |
| Comunicaciones         | 0 - 0 | Deportivo Morón   | Alfredo Ramos                | 10 de septiembre | 15:30 |
| Defensores de Belgrano | 1 - 1 | Barracas Central  | Juan Pasquale                | 10 de septiembre | 20:05 |
| Acassuso               | 5 - 0 | Talleres (RdE)    | Armenia                      | 11 de septiembre | 15:30 |
| San Telmo              | 1 - 2 | Platense          | Dr. Osvaldo Baletto          | 11 de septiembre | 15:30 |
| Deportivo Riestra      | 1 - 4 | UAI Urquiza       | Guillermo Laza               | 12 de septiembre | 15:30 |
| Tristán Suárez         | 3 - 0 | Villa San Carlos  | 20 de Octubre                | 12 de septiembre | 15:30 |
| Almirante Brown        | 0 - 1 | Fénix             | Fragata Presidente Sarmiento | 13 de septiembre | 17:30 |
| Estudiantes            | 1 - 2 | Deportivo Español | Ciudad de Caseros            | 13 de septiembre | 21:05 |
| Libre: Colegiales      |       |                   |                              |                  |       |

| Deportivo Morón   | 2 - 0 | Acassuso               | Nuevo Francisco Urbano    | 16 de septiembre | 15:30 |
| UAI Urquiza       | 1 - 0 | Tristán Suárez         | Monumental de Villa Lynch | 17 de septiembre | 15:30 |
| Platense          | 0 - 1 | Almirante Brown        | Ciudad de Vicente López   | 17 de septiembre | 18:05 |
| Fénix             | 0 - 2 | Defensores de Belgrano | Malvinas Argentinas       | 19 de septiembre | 15:30 |
| Talleres (RdE)    | 2 - 0 | Colegiales             | Talleres                  | 19 de septiembre | 19:30 |
| Deportivo Español | 0 - 2 | Atlanta                | Nueva España              | 19 de septiembre | 21:05 |
| Barracas Central  | 1 - 1 | Deportivo Riestra      | Claudio Chiqui Tapia      | 20 de septiembre | 14:05 |
| Excursionistas    | 0 - 2 | Comunicaciones         | Excursionistas            | 20 de septiembre | 15:30 |
| Villa San Carlos  | 1 - 2 | Estudiantes            | Genacio Sálice            | 20 de septiembre | 15:30 |
| Libre: San Telmo  |       |                        |                           |                  |       |

| Tristán Suárez                         | 0 - 3 | Barracas Central  | 20 de Octubre                | 24 de septiembre | 13:05 |
| Deportivo Riestra                      | 0 - 0 | Fénix             | Guillermo Laza               | 24 de septiembre | 15:30 |
| Comunicaciones                         | 1 - 1 | Deportivo Español | Alfredo Ramos                | 24 de septiembre | 15:30 |
| Acassuso                               | 1 - 1 | Excursionistas    | Armenia                      | 24 de septiembre | 15:30 |
| Estudiantes                            | 1 - 0 | UAI Urquiza       | Ciudad de Caseros            | 24 de septiembre | 15:30 |
| Defensores de Belgrano                 | 0 - 0 | Platense          | Juan Pasquale                | 24 de septiembre | 20:05 |
| Almirante Brown                        | 2 - 1 | San Telmo         | Fragata Presidente Sarmiento | 25 de septiembre | 11:00 |
| Colegiales                             | 1 - 2 | Deportivo Morón   | Colegiales                   | 26 de septiembre | 14:05 |
| Atlanta                                | 3 - 3 | Villa San Carlos  | Don León Kolbovsky           | 27 de septiembre | 21:05 |
| Libre: Talleres (Remedios de Escalada) |       |                   |                              |                  |       |

| Fénix                  | 2 - 1 | Tristán Suárez         | Malvinas Argentinas       | 22 de noviembre | 17:00 |
| San Telmo              | 0 - 0 | Defensores de Belgrano | Dr. Osvaldo Baletto       | 22 de noviembre | 17:00 |
| Platense               | 1 - 0 | Deportivo Riestra      | Ciudad de Vicente López   | 22 de noviembre | 19:05 |
| Excursionistas         | 0 - 2 | Colegiales             | Excursionistas            | 22 de noviembre | 20:00 |
| Deportivo Español      | 2 - 2 | Acassuso               | Nueva España              | 23 de noviembre | 17:00 |
| Villa San Carlos       | 2 - 1 | Comunicaciones         | Genacio Sálice            | 23 de noviembre | 17:00 |
| Barracas Central       | 2 - 1 | Estudiantes            | Claudio Chiqui Tapia      | 23 de noviembre | 17:00 |
| UAI Urquiza            | 1 - 0 | Atlanta                | Monumental de Villa Lynch | 23 de noviembre | 17:00 |
| Deportivo Morón        | 2 - 0 | Talleres (RdE)         | Nuevo Francisco Urbano    | 23 de noviembre | 20:00 |
| Libre: Almirante Brown |       |                        |                           |                 |       |

| Tristán Suárez         | 1 - 0 | Platense          | 20 de Octubre      | 7 de octubre  | 15:30 |
| Talleres (RdE)         | 1 - 2 | Excursionistas    | Talleres           | 8 de octubre  | 18:00 |
| Estudiantes            | 1 - 0 | Fénix             | Ciudad de Caseros  | 9 de octubre  | 11:00 |
| Colegiales             | 2 - 0 | Deportivo Español | Colegiales         | 9 de octubre  | 15:30 |
| Acassuso               | 0 - 0 | Villa San Carlos  | Armenia            | 9 de octubre  | 15:30 |
| Comunicaciones         | 4 - 1 | UAI Urquiza       | Alfredo Ramos      | 9 de octubre  | 15:30 |
| Atlanta                | 1 - 0 | Barracas Central  | Don León Kolbovsky | 9 de octubre  | 15:35 |
| Deportivo Riestra      | 1 - 2 | San Telmo         | Guillermo Laza     | 10 de octubre | 15:30 |
| Defensores de Belgrano | 1 - 0 | Almirante Brown   | Juan Pasquale      | 11 de octubre | 15:30 |
| Libre: Deportivo Morón |       |                   |                    |               |       |

| Platense                      | 1 - 2 | Estudiantes       | Ciudad de Vicente López      | 14 de octubre | 20:05 |
| San Telmo                     | 2 - 2 | Tristán Suárez    | Dr. Osvaldo Baletto          | 15 de octubre | 12:00 |
| Almirante Brown               | 0 - 5 | Deportivo Riestra | Fragata Presidente Sarmiento | 15 de octubre | 13:05 |
| Excursionistas                | 0 - 1 | Deportivo Morón   | Excursionistas               | 15 de octubre | 15:30 |
| Barracas Central              | 0 - 0 | Comunicaciones    | Claudio Chiqui Tapia         | 15 de octubre | 16:30 |
| Deportivo Español             | 1 - 0 | Talleres (RdE)    | Nueva España                 | 15 de octubre | 18:00 |
| UAI Urquiza                   | 1 - 1 | Acassuso          | Monumental de Villa Lynch    | 17 de octubre | 15:30 |
| Villa San Carlos              | 0 - 1 | Colegiales        | Genacio Sálice               | 17 de octubre | 15:30 |
| Fénix                         | 0 - 0 | Atlanta           | Malvinas Argentinas          | 18 de octubre | 15:30 |
| Libre: Defensores de Belgrano |       |                   |                              |               |       |

| Tristán Suárez        | 0 - 0 | Almirante Brown        | 20 de Octubre          | 21 de octubre | 15:30 |
| Talleres (RdE)        | 2 - 1 | Villa San Carlos       | Talleres               | 21 de octubre | 20:00 |
| Deportivo Morón       | 2 - 0 | Deportivo Español      | Nuevo Francisco Urbano | 21 de octubre | 20:00 |
| Estudiantes           | 1 - 0 | San Telmo              | Ciudad de Caseros      | 21 de octubre | 20:30 |
| Deportivo Riestra     | 4 - 1 | Defensores de Belgrano | Guillermo Laza         | 22 de octubre | 13:30 |
| Acassuso              | 0 - 1 | Barracas Central       | Armenia                | 22 de octubre | 14:30 |
| Colegiales            | 0 - 1 | UAI Urquiza            | Colegiales             | 22 de octubre | 15:30 |
| Comunicaciones        | 1 - 0 | Fénix                  | Alfredo Ramos          | 22 de octubre | 15:30 |
| Atlanta               | 0 - 0 | Platense               | Don León Kolbovsky     | 22 de octubre | 18:05 |
| Libre: Excursionistas |       |                        |                        |               |       |

| Almirante Brown          | 2 - 1 | Estudiantes     | Fragata Presidente Sarmiento | 25 de octubre | 14:05 |
| Fénix                    | 1 - 1 | Acassuso        | Malvinas Argentinas          | 25 de octubre | 15:30 |
| Defensores de Belgrano   | 1 - 0 | Tristán Suárez  | Juan Pasquale                | 25 de octubre | 15:30 |
| Deportivo Español        | 0 - 0 | Excursionistas  | Nueva España                 | 25 de octubre | 15:30 |
| Villa San Carlos         | 0 - 0 | Deportivo Morón | Genacio Sálice               | 25 de octubre | 15:30 |
| Barracas Central         | 1 - 1 | Colegiales      | Claudio Chiqui Tapia         | 25 de octubre | 15:30 |
| Platense                 | 1 - 2 | Comunicaciones  | Ciudad de Vicente López      | 25 de octubre | 17:35 |
| UAI Urquiza              | 1 - 0 | Talleres (RdE)  | Monumental de Villa Lynch    | 26 de octubre | 15:30 |
| San Telmo                | 2 - 3 | Atlanta         | Dr. Osvaldo Baletto          | 26 de octubre | 15:35 |
| Libre: Deportivo Riestra |       |                 |                              |               |       |

| Colegiales               | 1 - 1 | Fénix                  | Colegiales             | 29 de octubre  | 15:30 |
| Acassuso                 | 1 - 1 | Platense               | Armenia                | 30 de octubre  | 15:30 |
| Excursionistas           | 0 - 0 | Villa San Carlos       | Excursionistas         | 30 de octubre  | 15:30 |
| Comunicaciones           | 0 - 1 | San Telmo              | Alfredo Ramos          | 30 de octubre  | 15:30 |
| Atlanta                  | 1 - 0 | Almirante Brown        | Don León Kolbovsky     | 30 de octubre  | 17:40 |
| Tristán Suárez           | 0 - 2 | Deportivo Riestra      | 20 de Octubre          | 31 de octubre  | 15:30 |
| Estudiantes              | 0 - 1 | Defensores de Belgrano | Ciudad de Caseros      | 31 de octubre  | 21:05 |
| Talleres (RdE)           | 1 - 0 | Barracas Central       | Talleres               | 1 de noviembre | 20:00 |
| Deportivo Morón          | 2 - 0 | UAI Urquiza            | Nuevo Francisco Urbano | 1 de noviembre | 20:30 |
| Libre: Deportivo Español |       |                        |                        |                |       |

| San Telmo              | 3 - 0 | Acassuso          | Dr. Osvaldo Baletto          | 4 de noviembre | 15:30 |
| Deportivo Riestra      | 2 - 5 | Estudiantes       | Guillermo Laza               | 5 de noviembre | 13:05 |
| UAI Urquiza            | 1 - 1 | Excursionistas    | Monumental de Villa Lynch    | 5 de noviembre | 15:30 |
| Almirante Brown        | 0 - 0 | Comunicaciones    | Fragata Presidente Sarmiento | 5 de noviembre | 15:35 |
| Barracas Central       | 1 - 1 | Deportivo Morón   | Claudio Chiqui Tapia         | 6 de noviembre | 16:30 |
| Villa San Carlos       | 0 - 0 | Deportivo Español | Genacio Sálice               | 7 de noviembre | 15:30 |
| Fénix                  | 3 - 1 | Talleres (RdE)    | Malvinas Argentinas          | 7 de noviembre | 15:30 |
| Platense               | 1 - 1 | Colegiales        | Ciudad de Vicente López      | 8 de noviembre | 20:00 |
| Defensores de Belgrano | 0 - 0 | Atlanta           | Juan Pasquale                | 8 de noviembre | 21:05 |
| Libre: Tristán Suárez  |       |                   |                              |                |       |

| Estudiantes             | 0 - 0 | Tristán Suárez         | Ciudad de Caseros      | 11 de noviembre | 20:00 |
| Talleres (RdE)          | 0 - 1 | Platense               | Talleres               | 12 de noviembre | 12:35 |
| Acassuso                | 1 - 1 | Almirante Brown        | Armenia                | 12 de noviembre | 15:30 |
| Comunicaciones          | 1 - 0 | Defensores de Belgrano | Alfredo Ramos          | 12 de noviembre | 15:30 |
| Excursionistas          | 2 - 1 | Barracas Central       | Excursionistas         | 12 de noviembre | 15:30 |
| Colegiales              | 2 - 4 | San Telmo              | Colegiales             | 13 de noviembre | 15:30 |
| Deportivo Español       | 1 - 2 | UAI Urquiza            | Nueva España           | 14 de noviembre | 17:00 |
| Deportivo Morón         | 0 - 0 | Fénix                  | Nuevo Francisco Urbano | 14 de noviembre | 21:05 |
| Atlanta                 | 0 - 1 | Deportivo Riestra      | Don León Kolbovsky     | 16 de noviembre | 21:05 |
| Libre: Villa San Carlos |       |                        |                        |                 |       |

| Almirante Brown        | 1 - 2 | Colegiales        | Fragata Presidente Sarmiento | 18 de noviembre | 17:00 |
| Fénix                  | 3 - 1 | Excursionistas    | Malvinas Argentinas          | 18 de noviembre | 17:00 |
| San Telmo              | 2 - 1 | Talleres (RdE)    | Dr. Osvaldo Baletto          | 18 de noviembre | 17:00 |
| Platense               | 2 - 2 | Deportivo Morón   | Ciudad de Vicente López      | 18 de noviembre | 18:05 |
| Barracas Central       | 4 - 1 | Deportivo Español | Claudio Chiqui Tapia         | 19 de noviembre | 17:00 |
| Deportivo Riestra      | 1 - 0 | Comunicaciones    | Guillermo Laza               | 19 de noviembre | 17:00 |
| UAI Urquiza            | 1 - 0 | Villa San Carlos  | Monumental de Villa Lynch    | 19 de noviembre | 17:00 |
| Tristán Suárez         | 2 - 2 | Atlanta           | 20 de Octubre                | 19 de noviembre | 17:05 |
| Defensores de Belgrano | 1 - 0 | Acassuso          | Juan Pasquale                | 19 de noviembre | 19:15 |
| Libre: Estudiantes     |       |                   |                              |                 |       |

| Acassuso           | 3 - 0 | Deportivo Riestra      | Armenia                | 27 de noviembre | 17:00 |
| Colegiales         | 0 - 2 | Defensores de Belgrano | Colegiales             | 27 de noviembre | 17:00 |
| Deportivo Español  | 3 - 0 | Fénix                  | Nueva España           | 28 de noviembre | 17:00 |
| Comunicaciones     | 0 - 1 | Tristán Suárez         | Alfredo Ramos          | 28 de noviembre | 17:00 |
| Excursionistas     | 1 - 2 | Platense               | Excursionistas         | 28 de noviembre | 17:00 |
| Atlanta            | 0 - 0 | Estudiantes            | Don León Kolbovsky     | 29 de noviembre | 19:05 |
| Talleres (RdE)     | 1 - 2 | Almirante Brown        | Talleres               | 29 de noviembre | 19:35 |
| Deportivo Morón    | 1 - 0 | San Telmo              | Nuevo Francisco Urbano | 29 de noviembre | 21:05 |
| Villa San Carlos   | 4 - 2 | Barracas Central       | Genacio Sálice         | 30 de noviembre | 17:00 |
| Libre: UAI Urquiza |       |                        |                        |                 |       |

| Defensores de Belgrano | 2 - 1 | Talleres (RdE)    | Juan Pasquale                 | 3 de diciembre | 17:00 |
| San Telmo              | 0 - 1 | Excursionistas    | Dr. Osvaldo Baletto           | 3 de diciembre | 17:00 |
| Tristán Suárez         | 0 - 0 | Acassuso          | 20 de Octubre                 | 4 de diciembre | 17:00 |
| Barracas Central       | 2 - 0 | UAI Urquiza       | Claudio Chiqui Tapia          | 5 de diciembre | 17:00 |
| Fénix                  | 2 - 1 | Villa San Carlos  | Malvinas Argentinas           | 5 de diciembre | 17:00 |
| Estudiantes            | 2 - 1 | Comunicaciones    | Ciudad de Caseros             | 5 de diciembre | 19:30 |
| Deportivo Riestra      | 2 - 0 | Colegiales        | Guillermo Laza                | 6 de diciembre | 17:00 |
| Almirante Brown        | 1 - 1 | Deportivo Morón   | El Coliseo de Mitre y Puccini | 6 de diciembre | 17:05 |
| Platense               | 1 - 0 | Deportivo Español | Ciudad de Vicente López       | 6 de diciembre | 21:05 |
| Libre: Atlanta         |       |                   |                               |                |       |

| Acassuso                | 1 - 1 | Estudiantes            | Armenia                   | 10 de diciembre | 17:00 |
| UAI Urquiza             | 1 - 2 | Fénix                  | Monumental de Villa Lynch | 10 de diciembre | 17:00 |
| Excursionistas          | 1 - 1 | Almirante Brown        | Excursionistas            | 10 de diciembre | 17:00 |
| Comunicaciones          | 0 - 1 | Atlanta                | Alfredo Ramos             | 10 de diciembre | 17:05 |
| Colegiales              | 2 - 1 | Tristán Suárez         | Colegiales                | 11 de diciembre | 17:00 |
| Talleres (RdE)          | 1 - 0 | Deportivo Riestra      | Talleres                  | 11 de diciembre | 17:00 |
| Deportivo Español       | 2 - 1 | San Telmo              | Nueva España              | 12 de diciembre | 17:00 |
| Villa San Carlos        | 0 - 1 | Platense               | Genacio Sálice            | 12 de diciembre | 17:00 |
| Deportivo Morón         | 1 - 1 | Defensores de Belgrano | Nuevo Francisco Urbano    | 12 de diciembre | 21:05 |
| Libre: Barracas Central |       |                        |                           |                 |       |

| Fénix                  | 2 - 2 | Barracas Central  | Malvinas Argentinas          | 14 de diciembre | 17:00 |
| Tristán Suárez         | 2 - 1 | Talleres (RdE)    | 20 de Octubre                | 16 de diciembre | 17:00 |
| San Telmo              | 3 - 0 | Villa San Carlos  | Dr. Osvaldo Baletto          | 16 de diciembre | 17:00 |
| Estudiantes            | 2 - 3 | Colegiales        | Ciudad de Caseros            | 16 de diciembre | 20:05 |
| Platense               | 1 - 0 | UAI Urquiza       | Ciudad de Vicente López      | 17 de diciembre | 17:40 |
| Atlanta                | 1 - 2 | Acassuso          | Don León Kolbovsky           | 17 de diciembre | 19:40 |
| Almirante Brown        | 2 - 1 | Deportivo Español | Fragata Presidente Sarmiento | 19 de diciembre | 17:00 |
| Defensores de Belgrano | 2 - 0 | Excursionistas    | Juan Pasquale                | 19 de diciembre | 19:30 |
| Deportivo Riestra      | 0 - 1 | Deportivo Morón   | Guillermo Laza               | 20 de diciembre | 17:05 |
| Libre: Comunicaciones  |       |                   |                              |                 |       |

| 1. 2. 3. 4. |

### Segunda rueda
| Defensores de Belgrano | 1 - 0 | Deportivo Español | Juan Pasquale                | 4 de marzo | 17:00 |
| Comunicaciones         | 2 - 1 | Acassuso          | Alfredo Ramos                | 4 de marzo | 17:00 |
| Deportivo Riestra      | 1 - 3 | Excursionistas    | Guillermo Laza               | 4 de marzo | 17:00 |
| Estudiantes            | 3 - 2 | Talleres (RdE)    | Ciudad de Caseros            | 5 de marzo | 17:05 |
| Tristán Suárez         | 1 - 1 | Deportivo Morón   | 20 de Octubre                | 6 de marzo | 17:00 |
| Almirante Brown        | 1 - 0 | Villa San Carlos  | Fragata Presidente Sarmiento | 6 de marzo | 17:00 |
| Platense               | 2 - 0 | Barracas Central  | Ciudad de Vicente López      | 6 de marzo | 21:05 |
| San Telmo              | 1 - 0 | UAI Urquiza       | Dr. Osvaldo Baletto          | 7 de marzo | 17:00 |
| Atlanta                | 1 - 1 | Colegiales        | Don León Kolbovsky           | 7 de marzo | 21:05 |
| Libre: Fénix           |       |                   |                              |            |       |

| Colegiales        | 0 - 1 | Comunicaciones         | Colegiales                | 17 de marzo | 16:00 |
| UAI Urquiza       | 0 - 0 | Almirante Brown        | Monumental de Villa Lynch | 17 de marzo | 16:00 |
| Villa San Carlos  | 2 - 1 | Defensores de Belgrano | Genacio Sálice            | 17 de marzo | 16:00 |
| Deportivo Morón   | 2 - 0 | Estudiantes            | Nuevo Francisco Urbano    | 17 de marzo | 20:05 |
| Talleres (RdE)    | 0 - 1 | Atlanta                | Talleres                  | 18 de marzo | 12:15 |
| Excursionistas    | 1 - 1 | Tristán Suárez         | Excursionistas            | 18 de marzo | 16:00 |
| Barracas Central  | 3 - 2 | San Telmo              | Claudio Chiqui Tapia      | 18 de marzo | 16:00 |
| Deportivo Español | 1 - 1 | Deportivo Riestra      | Nueva España              | 18 de marzo | 17:05 |
| Fénix             | 1 - 1 | Platense               | República de Italia       | 19 de marzo | 14:30 |
| Libre: Acassuso   |       |                        |                           |             |       |

| Comunicaciones         | 3 - 1 | Talleres (RdE)    | Alfredo Ramos                | 21 de marzo | 16:00 |
| Estudiantes            | 2 - 2 | Excursionistas    | Ciudad de Caseros            | 21 de marzo | 16:00 |
| Acassuso               | 1 - 1 | Colegiales        | Armenia                      | 21 de marzo | 16:00 |
| Tristán Suárez         | 1 - 0 | Deportivo Español | 20 de Octubre                | 21 de marzo | 16:00 |
| Deportivo Riestra      | 2 - 0 | Villa San Carlos  | Guillermo Laza               | 21 de marzo | 16:00 |
| Almirante Brown        | 1 - 0 | Barracas Central  | Fragata Presidente Sarmiento | 21 de marzo | 16:05 |
| Defensores de Belgrano | 0 - 0 | UAI Urquiza       | Juan Pasquale                | 21 de marzo | 20:10 |
| Atlanta                | 1 - 0 | Deportivo Morón   | Don León Kolbovsky           | 21 de marzo | 21:05 |
| San Telmo              | 1 - 0 | Fénix             | Dr. Osvaldo Baletto          | 22 de marzo | 16:00 |
| Libre: Platense        |       |                   |                              |             |       |

| Deportivo Morón   | 3 - 0 | Comunicaciones         | Nuevo Francisco Urbano    | 25 de marzo | 13:05 |
| Barracas Central  | 1 - 2 | Defensores de Belgrano | Claudio Chiqui Tapia      | 25 de marzo | 13:45 |
| Excursionistas    | 1 - 3 | Atlanta                | Excursionistas            | 25 de marzo | 16:00 |
| Talleres (RdE)    | 1 - 1 | Acassuso               | Talleres                  | 26 de marzo | 12:00 |
| UAI Urquiza       | 0 - 0 | Deportivo Riestra      | Monumental de Villa Lynch | 26 de marzo | 16:00 |
| Deportivo Español | 2 - 1 | Estudiantes            | Nueva España              | 26 de marzo | 16:00 |
| Villa San Carlos  | 0 - 0 | Tristán Suárez         | Genacio Sálice            | 27 de marzo | 16:00 |
| Fénix             | 1 - 1 | Almirante Brown        | Malvinas Argentinas       | 27 de marzo | 16:00 |
| Platense          | 2 - 0 | San Telmo              | Ciudad de Vicente López   | 27 de marzo | 21:05 |
| Libre: Colegiales |       |                        |                           |             |       |

| Almirante Brown        | 1 - 2 | Platense          | Fragata Presidente Sarmiento | 1 de abril | 13:05 |
| Estudiantes            | 0 - 1 | Villa San Carlos  | Ciudad de Caseros            | 1 de abril | 15:30 |
| Acassuso               | 2 - 4 | Deportivo Morón   | Armenia                      | 2 de abril | 15:30 |
| Atlanta                | 1 - 3 | Deportivo Español | Don León Kolbovsky           | 2 de abril | 15:30 |
| Comunicaciones         | 5 - 0 | Excursionistas    | Alfredo Ramos                | 2 de abril | 15:30 |
| Colegiales             | 0 - 0 | Talleres (RdE)    | Colegiales                   | 3 de abril | 15:30 |
| Deportivo Riestra      | 2 - 1 | Barracas Central  | Guillermo Laza               | 3 de abril | 15:30 |
| Tristán Suárez         | 2 - 4 | UAI Urquiza       | 20 de Octubre                | 3 de abril | 15:30 |
| Defensores de Belgrano | 4 - 3 | Fénix             | Juan Pasquale                | 4 de abril | 20:05 |
| Libre: San Telmo       |       |                   |                              |            |       |

| Excursionistas                         | 0 - 0 | Acassuso               | Excursionistas            | 8 de abril  | 15:30 |
| Platense                               | 0 - 0 | Defensores de Belgrano | Ciudad de Vicente López   | 8 de abril  | 16:05 |
| San Telmo                              | 1 - 2 | Almirante Brown        | Dr. Osvaldo Baletto       | 9 de abril  | 12:00 |
| Villa San Carlos                       | 0 - 0 | Atlanta                | Genacio Sálice            | 9 de abril  | 13:35 |
| Deportivo Español                      | 2 - 1 | Comunicaciones         | Nueva España              | 9 de abril  | 15:30 |
| Fénix                                  | 2 - 2 | Deportivo Riestra      | Malvinas Argentinas       | 10 de abril | 15:30 |
| UAI Urquiza                            | 0 - 2 | Estudiantes            | Monumental de Villa Lynch | 10 de abril | 15:30 |
| Barracas Central                       | 2 - 2 | Tristán Suárez         | Claudio Chiqui Tapia      | 11 de abril | 15:30 |
| Deportivo Morón                        | 1 - 0 | Colegiales             | Nuevo Francisco Urbano    | 11 de abril | 21:05 |
| Libre: Talleres (Remedios de Escalada) |       |                        |                           |             |       |

| Acassuso               | 0 - 2 | Deportivo Español | Armenia            | 14 de abril | 15:30 |
| Deportivo Riestra      | 4 - 0 | Platense          | Guillermo Laza     | 15 de abril | 13:05 |
| Defensores de Belgrano | 2 - 1 | San Telmo         | Juan Pasquale      | 15 de abril | 15:30 |
| Colegiales             | 0 - 1 | Excursionistas    | Colegiales         | 15 de abril | 15:30 |
| Comunicaciones         | 2 - 0 | Villa San Carlos  | Alfredo Ramos      | 15 de abril | 15:30 |
| Tristán Suárez         | 1 - 0 | Fénix             | 20 de Octubre      | 16 de abril | 15:30 |
| Atlanta                | 0 - 2 | UAI Urquiza       | Don León Kolbovsky | 17 de abril | 19:30 |
| Talleres (RdE)         | 1 - 1 | Deportivo Morón   | Talleres           | 17 de abril | 21:05 |
| Estudiantes            | 1 - 1 | Barracas Central  | Ciudad de Caseros  | 18 de abril | 21:05 |
| Libre: Almirante Brown |       |                   |                    |             |       |

| Almirante Brown        | 1 - 0 | Defensores de Belgrano | Fragata Presidente Sarmiento | 21 de abril | 14:05 |
| San Telmo              | 1 - 0 | Deportivo Riestra      | Dr. Osvaldo Baletto          | 21 de abril | 15:30 |
| Barracas Central       | 3 - 1 | Atlanta                | Claudio Chiqui Tapia         | 22 de abril | 13:05 |
| Excursionistas         | 1 - 4 | Talleres (RdE)         | Excursionistas               | 22 de abril | 15:30 |
| Deportivo Español      | 3 - 0 | Colegiales             | Nueva España                 | 22 de abril | 15:30 |
| Platense               | 0 - 1 | Tristán Suárez         | Ciudad de Vicente López      | 22 de abril | 17:05 |
| UAI Urquiza            | 3 - 0 | Comunicaciones         | Monumental de Villa Lynch    | 24 de abril | 15:30 |
| Villa San Carlos       | 0 - 0 | Acassuso               | Genacio Sálice               | 24 de abril | 15:30 |
| Fénix                  | 0 - 0 | Estudiantes            | Nueva España                 | 24 de abril | 15:30 |
| Libre: Deportivo Morón |       |                        |                              |             |       |

| Deportivo Morón               | 5 - 0 | Excursionistas    | Nuevo Francisco Urbano | 27 de abril | 21:05 |
| Talleres (RdE)                | 1 - 1 | Deportivo Español | Talleres               | 29 de abril | 12:00 |
| Deportivo Riestra             | 0 - 1 | Almirante Brown   | Guillermo Laza         | 29 de abril | 15:30 |
| Comunicaciones                | 0 - 2 | Barracas Central  | Alfredo Ramos          | 29 de abril | 15:30 |
| Acassuso                      | 0 - 0 | UAI Urquiza       | Armenia                | 30 de abril | 12:00 |
| Estudiantes                   | 1 - 1 | Platense          | Ciudad de Caseros      | 30 de abril | 13:40 |
| Colegiales                    | 0 - 1 | Villa San Carlos  | Colegiales             | 30 de abril | 15:30 |
| Tristán Suárez                | 0 - 0 | San Telmo         | 20 de Octubre          | 30 de abril | 15:30 |
| Atlanta                       | 1 - 0 | Fénix             | Don León Kolbovsky     | 2 de mayo   | 21:05 |
| Libre: Defensores de Belgrano |       |                   |                        |             |       |

| San Telmo              | 0 - 1 | Estudiantes       | Dr. Osvaldo Baletto          | 5 de mayo | 15:30 |
| Defensores de Belgrano | 0 - 2 | Deportivo Riestra | Juan Pasquale                | 5 de mayo | 20:05 |
| Almirante Brown        | 1 - 0 | Tristán Suárez    | Fragata Presidente Sarmiento | 6 de mayo | 12:00 |
| Deportivo Español      | 0 - 1 | Deportivo Morón   | Nueva España                 | 6 de mayo | 13:30 |
| Barracas Central       | 1 - 1 | Acassuso          | Claudio Chiqui Tapia         | 6 de mayo | 15:30 |
| Fénix                  | 2 - 2 | Comunicaciones    | Malvinas Argentinas          | 6 de mayo | 15:30 |
| Platense               | 1 - 0 | Atlanta           | Ciudad de Vicente López      | 6 de mayo | 20:15 |
| Villa San Carlos       | 1 - 1 | Talleres (RdE)    | Genacio Sálice               | 7 de mayo | 12:00 |
| UAI Urquiza            | 1 - 1 | Colegiales        | Monumental de Villa Lynch    | 7 de mayo | 15:30 |
| Libre: Excursionistas  |       |                   |                              |           |       |

| Estudiantes              | 0 - 1 | Almirante Brown        | Ciudad de Caseros      | 9 de mayo  | 15:30 |
| Comunicaciones           | 1 - 0 | Platense               | Alfredo Ramos          | 9 de mayo  | 15:30 |
| Tristán Suárez           | 1 - 0 | Defensores de Belgrano | 20 de Octubre          | 9 de mayo  | 15:35 |
| Atlanta                  | 1 - 1 | San Telmo              | Don León Kolbovsky     | 9 de mayo  | 21:05 |
| Colegiales               | 3 - 1 | Barracas Central       | Colegiales             | 10 de mayo | 15:30 |
| Talleres (RdE)           | 4 - 2 | UAI Urquiza            | Talleres               | 10 de mayo | 15:30 |
| Acassuso                 | 2 - 2 | Fénix                  | Armenia                | 10 de mayo | 15:30 |
| Deportivo Morón          | 0 - 0 | Villa San Carlos       | Nuevo Francisco Urbano | 10 de mayo | 19:00 |
| Excursionistas           | 1 - 1 | Deportivo Español      | Excursionistas         | 11 de mayo | 15:30 |
| Libre: Deportivo Riestra |       |                        |                        |            |       |

| Almirante Brown          | 0 - 4 | Atlanta         | Fragata Presidente Sarmiento | 13 de mayo | 11:05 |
| UAI Urquiza              | 0 - 1 | Deportivo Morón | Monumental de Villa Lynch    | 13 de mayo | 14:05 |
| Defensores de Belgrano   | 0 - 1 | Estudiantes     | Juan Pasquale                | 13 de mayo | 18:05 |
| San Telmo                | 2 - 2 | Comunicaciones  | Dr. Osvaldo Baletto          | 14 de mayo | 12:00 |
| Deportivo Riestra        | 3 - 2 | Tristán Suárez  | Guillermo Laza               | 15 de mayo | 15:30 |
| Fénix                    | 1 - 0 | Colegiales      | Malvinas Argentinas          | 15 de mayo | 15:30 |
| Villa San Carlos         | 2 - 0 | Excursionistas  | Genacio Sálice               | 15 de mayo | 15:30 |
| Barracas Central         | 2 - 0 | Talleres (RdE)  | Claudio Chiqui Tapia         | 16 de mayo | 15:30 |
| Platense                 | 1 - 2 | Acassuso        | Ciudad de Vicente López      | 16 de mayo | 21:05 |
| Libre: Deportivo Español |       |                 |                              |            |       |

| Deportivo Español     | 1 - 0 | Villa San Carlos       | Nueva España           | 19 de mayo | 15:30 |
| Estudiantes           | 1 - 1 | Deportivo Riestra      | Ciudad de Caseros      | 19 de mayo | 15:30 |
| Atlanta               | 2 - 1 | Defensores de Belgrano | Don León Kolbovsky     | 19 de mayo | 21:05 |
| Comunicaciones        | 1 - 1 | Almirante Brown        | Alfredo Ramos          | 20 de mayo | 13:05 |
| Excursionistas        | 1 - 2 | UAI Urquiza            | Excursionistas         | 20 de mayo | 15:30 |
| Colegiales            | 0 - 0 | Platense               | Colegiales             | 21 de mayo | 11:00 |
| Acassuso              | 0 - 0 | San Telmo              | Armenia                | 21 de mayo | 15:30 |
| Talleres (RdE)        | 0 - 0 | Fénix                  | Talleres               | 22 de mayo | 15:30 |
| Deportivo Morón       | 1 - 1 | Barracas Central       | Nuevo Francisco Urbano | 23 de mayo | 21:05 |
| Libre: Tristán Suárez |       |                        |                        |            |       |

| Fénix                   | 1 - 1 | Deportivo Morón   | Guillermo Laza               | 27 de mayo | 13:05 |
| Almirante Brown         | 0 - 0 | Acassuso          | Fragata Presidente Sarmiento | 28 de mayo | 11:00 |
| San Telmo               | 2 - 1 | Colegiales        | Dr. Osvaldo Baletto          | 28 de mayo | 11:00 |
| Tristán Suárez          | 0 - 1 | Estudiantes       | 20 de Octubre                | 28 de mayo | 13:00 |
| UAI Urquiza             | 1 - 0 | Deportivo Español | Monumental de Villa Lynch    | 28 de mayo | 15:30 |
| Platense                | 0 - 2 | Talleres (RdE)    | Ciudad de Vicente López      | 28 de mayo | 15:30 |
| Deportivo Riestra       | 0 - 0 | Atlanta           | Guillermo Laza               | 29 de mayo | 14:05 |
| Barracas Central        | 2 - 0 | Excursionistas    | Claudio Chiqui Tapia         | 29 de mayo | 15:30 |
| Defensores de Belgrano  | 1 - 2 | Comunicaciones    | Juan Pasquale                | 30 de mayo | 21:05 |
| Libre: Villa San Carlos |       |                   |                              |            |       |

| Colegiales         | 2 - 0 | Almirante Brown        | Colegiales             | 2 de junio | 15:30 |
| Villa San Carlos   | 3 - 1 | UAI Urquiza            | Genacio Sálice         | 2 de junio | 15:30 |
| Atlanta            | 1 - 1 | Tristán Suárez         | Don León Kolbovsky     | 3 de junio | 13:05 |
| Excursionistas     | 0 - 0 | Fénix                  | Excursionistas         | 3 de junio | 15:30 |
| Comunicaciones     | 0 - 0 | Deportivo Riestra      | Alfredo Ramos          | 3 de junio | 15:30 |
| Talleres (RdE)     | 1 - 0 | San Telmo              | Talleres               | 4 de junio | 12:00 |
| Acassuso           | 0 - 0 | Defensores de Belgrano | Armenia                | 4 de junio | 14:05 |
| Deportivo Español  | 2 - 0 | Barracas Central       | Nueva España           | 5 de junio | 15:30 |
| Deportivo Morón    | 2 - 1 | Platense               | Nuevo Francisco Urbano | 6 de junio | 20:10 |
| Libre: Estudiantes |       |                        |                        |            |       |

| Tristán Suárez         | 0 - 2 | Comunicaciones    | 20 de Octubre                | 9 de junio  | 15:30 |
| Estudiantes            | 0 - 2 | Atlanta           | Ciudad de Caseros            | 9 de junio  | 19:05 |
| San Telmo              | 1 - 0 | Deportivo Morón   | Dr. Osvaldo Baletto          | 10 de junio | 13:15 |
| Almirante Brown        | 0 - 1 | Talleres (RdE)    | Fragata Presidente Sarmiento | 10 de junio | 15:30 |
| Platense               | 3 - 0 | Excursionistas    | Ciudad de Vicente López      | 10 de junio | 17:05 |
| Defensores de Belgrano | 1 - 0 | Colegiales        | Juan Pasquale                | 10 de junio | 20:05 |
| Deportivo Riestra      | 1 - 1 | Acassuso          | Guillermo Laza               | 12 de junio | 15:30 |
| Fénix                  | 1 - 1 | Deportivo Español | Malvinas Argentinas          | 12 de junio | 15:30 |
| Barracas Central       | 3 - 1 | Villa San Carlos  | Claudio Chiqui Tapia         | 13 de junio | 15:30 |
| Libre: UAI Urquiza     |       |                   |                              |             |       |

| Talleres (RdE)    | 0 - 1 | Defensores de Belgrano | Talleres                  | 17 de junio | 14:35 |
| Comunicaciones    | 1 - 1 | Estudiantes            | Alfredo Ramos             | 17 de junio | 15:30 |
| Acassuso          | 4 - 1 | Tristán Suárez         | Armenia                   | 17 de junio | 15:30 |
| Colegiales        | 0 - 4 | Deportivo Riestra      | Colegiales                | 17 de junio | 15:30 |
| Excursionistas    | 2 - 3 | San Telmo              | Excursionistas            | 17 de junio | 15:30 |
| Deportivo Español | 0 - 0 | Platense               | Nueva España              | 19 de junio | 15:30 |
| Villa San Carlos  | 0 - 3 | Fénix                  | Genacio Sálice            | 19 de junio | 15:30 |
| UAI Urquiza       | 0 - 3 | Barracas Central       | Monumental de Villa Lynch | 20 de junio | 15:30 |
| Deportivo Morón   | 0 - 0 | Almirante Brown        | Nuevo Francisco Urbano    | 20 de junio | 21:05 |
| Libre: Atlanta    |       |                        |                           |             |       |

| Almirante Brown         | 2 - 2 | Excursionistas    | Monumental de Villa Lynch | 24 de junio | 12:00 |
| Fénix                   | 3 - 0 | UAI Urquiza       | Malvinas Argentinas       | 24 de junio | 15:30 |
| San Telmo               | 0 - 1 | Deportivo Español | Dr. Osvaldo Baletto       | 24 de junio | 15:30 |
| Atlanta                 | 1 - 1 | Comunicaciones    | Don León Kolbovsky        | 24 de junio | 15:30 |
| Deportivo Riestra       | 5 - 3 | Talleres (RdE)    | Guillermo Laza            | 24 de junio | 15:30 |
| Platense                | 0 - 0 | Villa San Carlos  | Ciudad de Vicente López   | 24 de junio | 16:05 |
| Estudiantes             | 1 - 1 | Acassuso          | Ciudad de Caseros         | 24 de junio | 17:05 |
| Defensores de Belgrano  | 1 - 1 | Deportivo Morón   | Juan Pasquale             | 24 de junio | 20:35 |
| Tristán Suárez          | 0 - 4 | Colegiales        | 20 de Octubre             | 26 de junio | 15:30 |
| Libre: Barracas Central |       |                   |                           |             |       |

| Deportivo Morón       | 1 - 1 | Deportivo Riestra      | Nuevo Francisco Urbano    | 30 de junio | 15:00 |
| Colegiales            | 1 - 1 | Estudiantes            | Colegiales                | 30 de junio | 15:00 |
| Deportivo Español     | 3 - 0 | Almirante Brown        | Nueva España              | 30 de junio | 15:00 |
| UAI Urquiza           | 0 - 0 | Platense               | Monumental de Villa Lynch | 30 de junio | 15:00 |
| Barracas Central      | 0 - 1 | Fénix                  | Claudio Chiqui Tapia      | 30 de junio | 15:00 |
| Excursionistas        | 1 - 1 | Defensores de Belgrano | Islas Malvinas            | 30 de junio | 15:00 |
| Talleres (RdE)        | 3 - 1 | Tristán Suárez         | Talleres                  | 30 de junio | 15:00 |
| Villa San Carlos      | 0 - 2 | San Telmo              | Genacio Sálice            | 30 de junio | 15:00 |
| Acassuso              | 2 - 1 | Atlanta                | Armenia                   | 30 de junio | 15:00 |
| Libre: Comunicaciones |       |                        |                           |             |       |

| 1. 2. 3. 4. 5. 6. 7. 8. 9. 10. 11. |

## Torneo reducido por el segundo ascenso
Los 8 equipos que concluyeron del 2.º al 9.º lugar en la tabla final de posiciones participan del Reducido, un minitorneo por eliminación directa que inició enfrentándose en cuartos de final. Los ganadores avanzaron a las semifinales, cuyos vencedores disputarán la final. La primera instancia se jugó a un único partido, que se disputó en el estadio del equipo mejor posicionado en la fase regular, el que, en caso de empate, fue el que pasó a la siguiente etapa. Por su parte, la semifinal y la final se disputarán a dos partidos, se cerrarán en la cancha del mejor ubicado y, en caso de ser necesario por existir un empate en puntos y diferencia de gol al finalizar la serie, será definida por tiros desde el punto penal.
El ganador del minitorneo obtendrá el segundo ascenso a la Primera B Nacional.

### Cuartos de final
| 4 de julio, 15:35 | Deportivo Riestra | 0:0     | Platense | Estadio Guillermo Laza, Buenos Aires                   |                                                        |
|                   |                   | Reporte |          | Asistencia: 750 espectadores Árbitro(s): Pablo Giménez | Asistencia: 750 espectadores Árbitro(s): Pablo Giménez |

| 4 de julio, 20:05 | Atlanta | 0:1 (0:0) | Deportivo Español | Estadio Don León Kolbovsky, Buenos Aires                 |                                                          |
|                   |         | Reporte   | 18' Amarilla      | Asistencia: 3500 espectadores Árbitro(s): Ignacio Lupani | Asistencia: 3500 espectadores Árbitro(s): Ignacio Lupani |

| 5 de julio, 15:35 | Comunicaciones | 1:1 (0:0) | Barracas Central | Estadio Alfredo Ramos, Buenos Aires                   |                                                       |
|                   | Rodríguez 75'  | Reporte   | 88' Gómez        | Asistencia: 1150 espectadores Árbitro(s): Yamil Possi | Asistencia: 1150 espectadores Árbitro(s): Yamil Possi |

| 5 de julio, 18:05 | Defensores de Belgrano | 0:1 (0:1) | Estudiantes   | Estadio Juan Pasquale, Buenos Aires                    |                                                        |
|                   |                        | Reporte   | 36' Passerini | Asistencia: 800 espectadores Árbitro(s): José Carreras | Asistencia: 800 espectadores Árbitro(s): José Carreras |

### Semifinales
| 9 de julio, 20:05 | Deportivo Español | 0:2 (0:1) | Deportivo Riestra      | Estadio Nueva España, Buenos Aires                                |                                                                   |
|                   |                   | Reporte   | 40' Flores · 65' Ortíz | Asistencia: 1057 espectadores Árbitro(s): Gonzalo López Aldazabal | Asistencia: 1057 espectadores Árbitro(s): Gonzalo López Aldazabal |

| 15 de julio, 12:05 | Deportivo Riestra | 0:1 (0:1) | Deportivo Español | Estadio Guillermo Laza, Buenos Aires                 |                                                      |
|                    |                   | Reporte   | 31' Turienzo      | Asistencia: 900 espectadores Árbitro(s): Yamil Possi | Asistencia: 900 espectadores Árbitro(s): Yamil Possi |

| 10 de julio, 20:00 | Estudiantes   | 1:1 (0:1) | Comunicaciones | Estadio Ciudad de Caseros, Caseros                         |                                                            |
|                    | Contreras 65' | Reporte   | 22' Silguero   | Asistencia: 5500 espectadores Árbitro(s): Sebastián Bresba | Asistencia: 5500 espectadores Árbitro(s): Sebastián Bresba |

| 15 de julio, 14:05 | Comunicaciones              | 2:1 (0:0) | Estudiantes   | Estadio Alfredo Ramos, Buenos Aires                         |                                                             |
|                    | Salazar 63' · Rodríguez 80' | Reporte   | 78' Passerini | Asistencia: 2000 espectadores Árbitro(s): Lucas Di Bastiano | Asistencia: 2000 espectadores Árbitro(s): Lucas Di Bastiano |

### Final
| 23 de julio, 13:15 | Comunicaciones | 1:0 (0:0) | Deportivo Riestra | Estadio Nueva España, Buenos Aires                        |                                                           |
|                    | Rose 63'       | Reporte   |                   | Asistencia: Sin espectadores Árbitro(s): Américo Monsalvo | Asistencia: Sin espectadores Árbitro(s): Américo Monsalvo |

| 30 de julio, 13:15 | Deportivo Riestra          | 2:0 (2:0) | Comunicaciones | Estadio Guillermo Laza, Buenos Aires |                            |
|                    | N. Benítez 12' · Ortiz 33' |           |                | Árbitro(s): Paulo Vigliano           | Árbitro(s): Paulo Vigliano |

| 1. 2. |

## Entrenadores
| Listado de entrenadores                                                            | Listado de entrenadores             | Listado de entrenadores |
| Equipo                                                                             | Entrenadores                        | Fechas                  |
| ---------------------------------------------------------------------------------- | ----------------------------------- | ----------------------- |
| Acassuso                                                                           | Gustavo Cisneros                    | 1.ª a 13.ª              |
| Acassuso                                                                           | Gastón Ramondino                    | 14.ª                    |
| Acassuso                                                                           | Blas Armando Giunta                 | 15.ª en adelante        |
| Almirante Brown                                                                    | Alberto Pascutti                    | 1.ª en adelante         |
| Atlanta                                                                            | Fernando Ruiz                       | 1.ª en adelante         |
| Barracas Central                                                                   | Fabián Nardozza                     | 1.ª en adelante         |
| Colegiales                                                                         | Marcelo Saralegui                   | 1.ª a 6.ª               |
| Colegiales                                                                         | Walter Cataldo                      | 8.ª a 25                |
| Colegiales                                                                         | Marcelo Straccia                    | 28.ª a presente         |
| Comunicaciones                                                                     | Jorge Vivaldo                       | 1.ª en adelante         |
| Defensores de Belgrano                                                             | Rodolfo Della Picca                 | 1.ª en adelante         |
| Deportivo Español                                                                  | Luis Islas                          | 1.ª a 8.ª               |
| Deportivo Español                                                                  | Eduardo Pizzo                       | 9.ª en adelante         |
| Deportivo Morón                                                                    | Walter Otta                         | 1.ª en adelante         |
| Deportivo Riestra                                                                  | Jorge Benítez                       | 1.ª en adelante         |
| Estudiantes                                                                        | Guillermo Duró                      | 1.ª a 22.ª              |
| Estudiantes                                                                        | Juan Carlos Kopriva                 | 22.ª en adelante        |
| Excursionistas                                                                     | Guillermo Szeszurak                 | 1.ª en adelante         |
| Fénix                                                                              | Marcelo Escudero                    | 1.ª a 10.ª              |
| Fénix                                                                              | Atilio Svampa                       | 11.ª en adelante        |
| Platense                                                                           | Juan Carlos Kopriva                 | 1.ª a 11.ª              |
| Platense                                                                           | Jorge Brandoni                      | 12.ª                    |
| Platense                                                                           | Omar Labruna                        | 13.ª en adelante        |
| San Telmo                                                                          | Jorge Franzoni                      | 1.ª en adelante         |
| Talleres (RdE)                                                                     | Cristian Aldirico                   | 1.ª a 9.ª               |
| Talleres (RdE)                                                                     | Ricardo Rodríguez                   | 10.ª en adelante        |
| Tristán Suárez                                                                     | Daniel Bazán Vera Vicente Stagliano | 1.ª a 12.ª              |
| Tristán Suárez                                                                     | Daniel Bazán Vera                   | 13.ª en adelante        |
| UAI Urquiza                                                                        | Roberto Saporiti                    | 1.ª en adelante         |
| Villa San Carlos                                                                   | Pablo Morant                        | 1.ª a 9.ª               |
| Villa San Carlos                                                                   | Facundo Besada                      | 10.ª en adelante        |
| 1. 2. 3. 4. 5. 6. 7. 8. 9. 10. 11. 12. 13. 14. 15. 16. 17. 18. 19. 20. 21. 22. 23. |                                     |                         |

## Goleadores
| Pos. | Jugador              | Jugador        | Goles | Equipo            |
| ---- | -------------------- | -------------- | ----- | ----------------- |
| 1°   | Bandera de Argentina | Juan Martín    | 22    | Barracas Central  |
| 2°   | Bandera de Argentina | Daniel Vega    | 19    | Talleres (RdE)    |
| 3°   | Bandera de Argentina | Mauro Ortíz    | 14    | Deportivo Riestra |
| 4°   | Bandera de Argentina | Leonardo Ramos | 13    | Atlanta           |

Fuente: Solo Ascenso - Goleadores